# کمدی سنترال

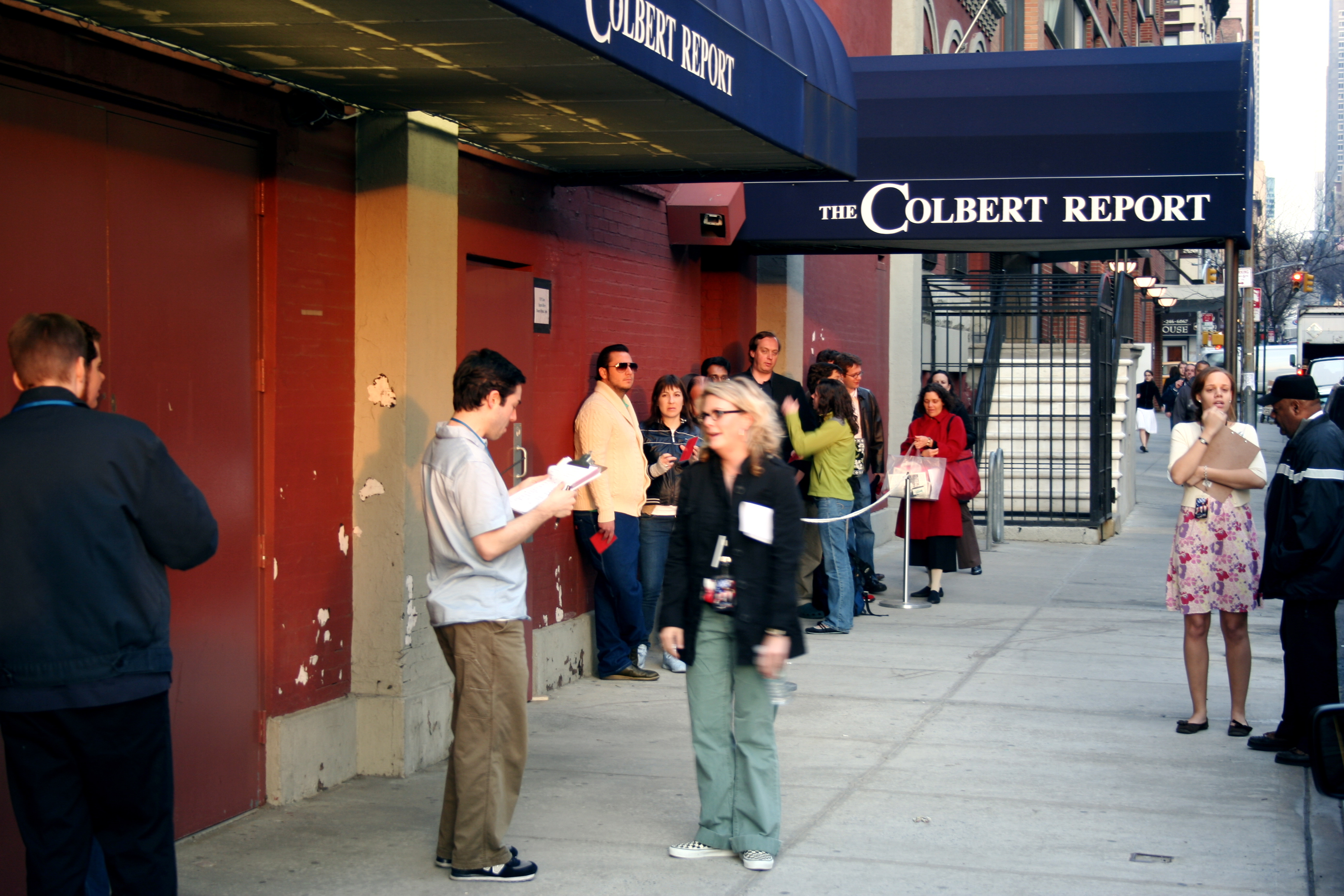
تماشاچیان برنامه‌های زنده در بیرون یکی از استودیوهای شبکه

کمدی سنترال (به انگلیسی: Comedy Central) یکی از شبکه‌های تلویزیونی کابلی آمریکایی است که در سال ۱۹۸۹ ایجاد شد. این شبکه زیرمجموعه‌ای از شرکت ویاکام است.
استیون کولبرت و جان استوارت از مجریان این شبکه بوده‌اند.